# British Grand Prix 2015
British Grand Prix 2015 (Birmingham Grand Prix 2015) byl lehkoatletický mítink, který se konal 7. června 2015 ve Spojeném království městě Birmingham. Byl součástí série mítinků Diamantové ligy 2015.

## Výsledky
- Archiv výsledků zde [1]

### Muži
| Disciplína  | 1. místo                        | 2. místo                       | 3. místo                   |
| 100 m       | Marvin Bracy 9,93               | Adam Gemili 9,97               | Michael Rodgers 9,97       |
| 800 m       | Nijel Amos 1:46,77              | Adam Kszczot 1:47,03           | Marcin Lewandowski 1:47,45 |
| 5 000 m     | Thomas Pkemei Longosiwa 13:7,26 | Isiah Kiplangat Koech 13:11,22 | Stephen Mokoka 13:20,22    |
| Hod oštěpem | Julius Yego 91,39 m             | Vítězslav Veselý 88,18 m       | Keshorn Walcott 86,43 m    |
| Skok daleký | Greg Rutherford 835 cm          | Michael Hartfield 823 cm       | Dan Bramble 817 cm         |
| Trojskok    | Christian Taylor 17,40 m        | Benjamin Compaoré 17,01 m      | Tosin Oke 16,71 m          |

### Ženy
| Disciplína       | 1. místo                       | 2. místo                       | 3. místo                           |
| 200 m            | Jeneba Tarmoh 22,29            | Allyson Felixová 22,29         | Dina Asherová-Smithová 22,30       |
| 100 m překážek   | Dawn Harperová 12,58           | Brianna Rollinsová 12,63       | Tiffany Porterová 12,65            |
| 400 m            | Stephenie Ann McPherson 52,14  | Geisa Aparecida Coutinho 52,59 | Anyika Onuora 52,75                |
| 400 m překážek   | Kaliese Spencerová 54,45       | Cassandra Tate 54,73           | Zuzana Hejnová 55,00               |
| 1500 m           | Sifan Hassanová 4:00,30        | Abeba Aregawiová 4:1,97        | Laura Weightman 4:6,42             |
| 3 000 m překážek | Virginia Nyambura 9:24,01      | Hyvin Kiyengová 9:25,20        | Lidya Chepkurui 9:26,54            |
| Skok do výšky    | Kamila Lićwinková 197 cm       | Justyna Kasprzycka 194 cm      | Marija Kučinová 194 cm             |
| Vrh koulí        | Christina Schwanitzová 19,68 m | Cleopatra Borel 18,80 m        | Tia Brooks 18,67 m                 |
| Skok o tyči      | Fabiana Murerová 472 cm        | Mary Saxer 462 cm              | Anželika Sidorovová 462 cm         |
| Hod diskem       | Sandra Perkovićová 69,23 m     | Dani Samuelsová 64,89 m        | Mélina Robertová-Michonová 63,23 m |